# Teatro Psicodélico
Programa produzido e exibido pela TV Rio de 1961 até 1964, nas segundas feiras às 20:30 horas, antes do Grande Teatro Tupi que ia ao ar no mesmo dia, às 22:00. Com roteiro de vários escritores como Manoel Carlos, Jô Soares, Haroldo Costa; transformando peças famosas de teatro em peças de humor, usando o vastíssimo elenco de comediantes da emissora.

## Referência
- https://web.archive.org/web/20100726124222/http://www.museudatv.com.br/historiadasemissoras/tvrio.htm